# Igreja de São Jorge do Lousal
A Igreja de São Jorge do Lousal é um edifício religioso na povoação e antiga exploração mineira do Lousal, no concelho de Grândola, em Portugal.

## Descrição e história
Consiste num santuário consagrado a São Jorge, no estilo vernacular. Apresenta uma planta longitudinal, organizada numa só nave. Sobre a fachada principal ergue-se uma sineira. No seu interior destaca-se a cruz de Cristo, e as imagens de São João Baptista e de Nossa Senhora de Fátima. No passado também possuía um quadro em óleo de São Jorge, que foi transferido para o Museu de Arte Sacra de Grândola, e uma imagem de Santa Bárbara, que foi colocada num nicho junto às antigas instalações industriais da mina.
Foi inaugurada em 1961, tendo sido construída pela empresa Mines et Industries, operadora do couto mineiro do Lousal, de forma a melhorar as condições em que se fazia o culto católico na comunidade. Até então, os serviços religiosos eram feitos num edifício residencial, no Bairro da Direcção.
As festas tradicionais de Santa Bárbara, realizadas durante o tempo em que a mina funcionava, consistiam num cortejo em que era transportada a imagem da santa desde o nicho próprio até à Igreja de São Jorge, e depois fazia-se a viagem novamente no percurso inverso. Na procissão participavam os habitantes da aldeia, com os mineiros a envergarem os seus uniformes de trabalho.
A empresa belga SAPEC ofereceu a igreja à Paróquia de Azinheira dos Barros em 2017.